# Barbara Canepa
Pour les articles homonymes, voir Canepa.
 (mai 2011).
Si vous disposez d'ouvrages ou d'articles de référence ou si vous connaissez des sites web de qualité traitant du thème abordé ici, merci de compléter l'article en donnant les références utiles à sa vérifiabilité et en les liant à la section « Notes et références ».
Barbara Canepa, née le 19 janvier 1969 à Gênes, est une dessinatrice et scénariste italienne de bande dessinée.

## Biographie
Après des études à la Faculté d’Architecture de l’Université génoise, elle travaille en tant que dessinatrice, notamment pour la publicité.
En 1996, les studios Walt Disney lui ouvrent leurs portes : illustration de livres et revues… Jusqu’en 2000, elle signe les histoires et les couvertures du magazine BD La Petite Sirène, tout en participant au cours de « techniques picturales » à l’Académie Disney. Ses peintures à l’huile font l’objet d’expositions en Italie, et aux États-Unis. Toujours pour Disney, elle collabore à de nombreux projets créatifs comme conceptrice de personnages et dessinatrice, tout en réalisant, avec Alessandro Barbucci plusieurs bandes dessinées et illustrations pour la presse magazine. En 1997, ils créent ensemble le concept, les personnages, le contexte, le style graphique et la palette de couleurs d’un nouveau magazine : W.I.T.C.H.
Cette même année, en 1997, Barbara et Alessandro créent la saga de science-fiction Sky Doll, publiée en France par les Éditions Soleil, et diffusée dans toute l’Europe, ainsi qu’en Corée, au Japon, en Chine et aux États-Unis… soit, au total, dans plus de vingt-huit pays.
Alessandro et Barbara sont également les concepteurs graphiques de Monster Allergy, une bande dessinée pour enfants, parue en mars 2003, aux Éditions Soleil (France), et diffusée dans le monde entier. Récompensée plusieurs fois comme « Meilleure bande dessinée jeunesse » en Italie, en France et en Allemagne, la série est, depuis janvier 2006, diffusée en dessin animé TV. Produit par Rainbow, Futurikon et Disney Channel, Monster Allergy a été acheté en 2005 par Warner Bros pour l’Amérique, et est diffusé sur Cartoon Network.
Enfin, depuis plusieurs années, Barbara est directrice éditoriale aux Éditions Soleil. Elle s’occupe de deux collections : Métamorphose et Venusdea, un label qui offre un espace d’expression à des artistes venus du monde de l'Art au sens large (photographes, designers, illustrateurs, artistes issus du Pop Surréalisme…). Depuis 2009, Barbara Canepa travaille aux tomes 4 et 5 de la série Sky Doll, ainsi qu'au scénario et à la mise en couleurs de sa nouvelle série BD, End, dessinée par Anna Merli.

## Bandes dessinées publiées
- W.I.T.C.H. (2001 - cinq premiers numéros) (coconceptrice) Walt Disney Company
- Monster Allergy (2003 - vingt-neuf numéros) (coconceptrice) Walt Disney Company, Buena Vista, Éditions Soleil, Lombard
- dessin animé de Monster Allergy, Disney Channel, Rainbow, Futurikon
- Sky-Doll (coscénario et couleurs), avec Alessandro Barbucci (coscénario et dessins), Soleil Productions

1. Tome 0 : Doll's Factory (2002)
2. Tome 1 : La Ville jaune (2000)
3. Tome 2 : Aqua (2002)
4. Tome 3 : La Ville blanche (2006)
5. Tome 4 : Sudra (2014)
6. Sky Doll Spaceship Collection (2007)
7. Sky Doll Lacrima Christi collection (2009)
8. Sky Doll Decade (2010)

- End

## Prix
- 2004 : Prix Micheluzzi de la meilleure série italienne pour Monster Allergy (avec Alessandro Barbucci, Francesco Artibani, et Katja Centomo)[réf. souhaitée]
- 2007 : Prix Peng ! de la meilleure bande dessinée européenne pour Monster Allergy (avec Alessandro Barbucci)[réf. souhaitée]